# Microgaster epectinopsis
Microgaster epectinopsis är en stekelart som beskrevs av De Saeger 1944. Microgaster epectinopsis ingår i släktet Microgaster och familjen bracksteklar. Inga underarter finns listade i Catalogue of Life.